# Kap Biot
Kap Biot är en udde i Grönland (Kungariket Danmark). Den ligger i den östra delen av Grönland, 1 500 km nordost om huvudstaden Nuuk.
Terrängen inåt land är kuperad åt sydväst, men västerut är den platt. Havet är nära Kap Biot åt nordost.  Det finns inga samhällen i närheten.